# Susana de Roma
Susana (280 - 295) es una santa romana. Fue decapitada por negarse a ofrecer sacrificios al dios Júpiter. Su hagiografía existente, escrita entre 450 y 500 aproximadamente, carece de valor histórico y las relaciones que atribuye a Susana son totalmente ficticias. Es probable que detrás de la invención literaria se encuentre una mártir real llamada Susana.
Nació en Roma en el año 280, hija de Gabino (futuro santo) y sobrina (según sus hagiógrafos) del papa Cayo, ambos, sobrinos del emperador de la época, Diocleciano. Poco después del nacimiento de su única hija, Gabino enviudó y se convirtió en sacerdote. Susana, entre tanto, fue educada en el cristianismo por unos familiares. Poseedora de una gran inteligencia, desde pequeña mostró un gran interés por las sagradas escrituras. A la edad de 12 años dedicaba parte de su tiempo a comentar los mensajes de los santos padres.
Muere mártir por orden de Diocleciano, siendo decapitada el 11 de agosto del año 295. La Iglesia la recuerda el mismo día de su muerte en los siguientes términos: En Roma, conmemoración de Santa Susana, en cuyo nombre, que fue mencionada entre los mártires en listas antiguas, la basílica de la iglesia titular de Gayo en las Termas de Diocleciano se dedicó a Dios en el siglo VI. La conmemoración de ella que estaba incluida en el Calendario General Romano fue eliminada en 1969 por el carácter legendario de las Actas de su martirio.

## Leyenda
Se dice que Santa Susana, virgen y mártir, era hija de san  Gabino de Roma. Sin embargo, el extenso relato que se hace de ella en la leyenda medieval es poco fiable. El relato afirma que al negarse a casarse con Galerio, pagano hijo adoptivo del emperador Diocleciano, fue arrestada como cristiana. Según sus Actas, fue decapitada hacia el año 295, por orden de Diocleciano, en la casa de su padre, que fue convertida en iglesia junto con la contigua perteneciente a su tío, el prefecto Cayo o, según otros relatos, el Papa Cayo. La iglesia pasó a llamarse Iglesia de Santa Susana (Roma).